# 凱爾白鮭
凱爾白鮭，為輻鰭魚綱鮭形目鮭科的一種，為溫帶淡水魚，分布於俄羅斯奧涅加湖流域，體長可達39公分，棲息在底中層水域，生活習性不明。